# Dolní Sklenov
Dolní Sklenov (německy Unter Gläsersdorf) je vesnice, část obce Hukvaldy v okrese Frýdek-Místek v Podbeskydské pahorkatině v Moravskoslezském kraji. Nachází se asi 1 km na severozápad od Hukvald. Prochází zde silnice II/486. V roce 2009 zde bylo evidováno 255 adres. V roce 2001 zde trvale žilo 455 obyvatel.
Dolní Sklenov leží v katastrálním území Sklenov o výměře 10,98 km2.

## Název
Vesnice byla založena pod jménem Gläserdorf - "vesnice sklářů" (nejstarší doklad z roku 1294 má polatinštěné villa Glesseri). Do češtiny bylo jméno převedeno jako Sklenov, první doklad je z roku 1354. Přívlastek Dolní byl přidán koncem 18. století po založení Horního Sklenova.

## Známí rodáci
- Antonín Kroča (* 1947), akademický malíř